# Trolejbusy w Poti
Trolejbusy w Poti − zlikwidowany system komunikacji trolejbusowej w gruzińskim mieście Poti.

## Historia
Trolejbusy w Poti uruchomiono 9 maja 1981. W 1991 w mieście były 2 linie o długości 18 km, które były obsługiwane przez 12 trolejbusów. Trolejbusy zlikwidowano w październiku 2004. 

## Tabor
W Poti eksploatowano trolejbusy Škoda 9Tr, Škoda 14Tr i ZiU-9. W ostatnim czasie eksploatacji sieci w mieście były eksploatowane 3 trolejbusy ZiU-9 pochodzące z Aten. 